# 万捷
万捷（1962年—），男，汉族，中华人民共和国企业家，中国民主同盟盟员，现任民盟中央委员、深圳市委副主委，雅昌文化集团董事长。

## 生平
万捷畢業於北京印刷学院印刷机械系。毕业後於1985年來到深圳加入中日合资的印刷公司美光彩色印刷股份有限公司。万捷从调度员做起，1988年，万捷任董事兼印刷廠厂长。1993年，万捷創辦深圳雅昌彩色印刷有限公司。2008年，当选第十一届全国政协委员，代表新闻出版界，分入第四十四组。并担任文史和学习委员会专委。2018年1月，当选第十三届全国政协委员。